# Kuala Lumpur Open
Il Kuala Lumpur Open è stato un torneo di tennis maschile facente parte dell'ATP Tour.
Si è giocato dal 1993 al 1995 a Kuala Lumpur in Malaysia.
La superficie usata è stata il cemento nel 1993 e il sintetico indoor dal 1994 al 1995. 
Faceva parte della categoria ATP World Series e fu rimpiazzato dal Singapore Open.

## Albo d'oro

### Singolare
| Anno           | Vincitore       | Finalista          | Punteggio        |
| -------------- | --------------- | ------------------ | ---------------- |
| 1993 (Gennaio) | Richey Reneberg | Olivier Delaître   | 6-3, 6–1         |
| 1993 (Ottobre) | Michael Chang   | Jonas Svensson     | 6-0, 6-4         |
| 1994           | Jacco Eltingh   | Andrej Ol'chovskij | 7-6(1), 2-6, 6-4 |
| 1995           | Marcelo Ríos    | Mark Philippoussis | 7-6, 6–2         |

### Doppio
| Anno           | Vincitori                         | Finalisti                             | Punteggio     |
| -------------- | --------------------------------- | ------------------------------------- | ------------- |
| 1993 (Gennaio) | Jacco Eltingh / Paul Haarhuis     | Henrik Holm / Bent-Ove Pedersen       | 7-5, 6–3      |
| 1993 (Ottobre) | Jacco Eltingh / Paul Haarhuis     | Jonas Björkman / Lars-Anders Wahlgren | 7-5, 4-6, 7–6 |
| 1994           | Jacco Eltingh / Paul Haarhuis     | Nicklas Kulti / Lars-Anders Wahlgren  | 6-0, 7-5      |
| 1995           | John McEnroe / Mark Philippoussis | Grant Connell / Patrick Galbraith     | 7-5, 6–4      |